# Паризькі таємниці
«Пари́зькі таємни́ці» (фр. Les Mystères de Paris) — пригодницький роман французького письменника Ежена Сю, написаний у 1842—1843 роках. Сюжет твору розповідає про авантюрні пригоди вигаданого німецького принца Родольфа, який досліджує паризькі нетрі, де займається благодійністю і знаходить втрачену ним дочку Лілію-Марію. У романі письменник підіймає питання соціальної нерівності, обговорює юридичні аспекти боротьби зі злочинністю, закликає до гуманізації суспільства. Вже під час публікації твір набув величезної популярності, прославив автора і здійснив істотний вплив на літературу XIX сторіччя. Згодом роман був перекладений усіма європейськими мовами.

## Історія
До того часу, як написати «Паризькі таємниці», Ежен Сю вже мав літературний успіх, який йому принесли пригодницькі романи морської тематики. Ідею перенести дію нового твору в міські нетрі письменникові подав його друг Проспер Губо. Спочатку Ежен Сю заперечив другові («Мені не подобається все брудне і смердюче»), але потім він одяг робітни́чу блузу й кашкета і в такому вигляді почав відвідувати найубогіші таверни Парижа. В одній з них він навіть встряв у бійку, згодом письменник використав цю історію як зав'язку «Паризьких таємниць». Проспер Губо схвалив першу та другу глави роману, але розкритикував третю. Ежен Сю відгукнувся на критику негайно переписавши третю главу й додавши четверту. Коли стало зрозуміло, що літературний експеримент удався, Ежен Сю звернувся з рукописом до свого редактора.
Письменник спеціалізувався у написанні так званих романів-фейлетонів — нової для XIX сторіччя літературної форми, яка швидко набула популярності у Франції. Від звичайного роману такі твори відрізнялись тим, що їх публікували частинами у періодиці. Принципово новий «серіальний» формат дозволяв читачам ознайомитись з твором, ще до його завершення, а також підігрівав цікавість публіки до сюжету. Саме в такій формі розпочалася публікація «Паризьких таємниць». Окремі глави роману публікували на сторінках журналу «Journal des débats», загалом з 19 червня 1842 по 15 жовтня 1843 року вийшло 90 випусків. Під час видання роману наклад журналу істотно збільшився, а прихильники «Паризьких таємниць» настільки нетерпляче очікували чергового продовження, що вишикувались у черги біля штаб-квартири «Journal des débats». Неграмотні поціновувачі творчості Ежена Сю навіть записувалися до спеціальних клубів, в яких влаштовували масові читання нових розділів роману.
Невдовзі після публікації на сторінках журналу «Паризькі таємниці» почали видавати у книжковому форматі. Загалом вийшло 10 томів, а загальний обсяг роману перевершив 1000 сторінок. Такий велетенський для літературних творів розмір пояснювався саме необхідністю інтригувати читачів очікуванням чергової «таємниці», що деякою мірою позначилося на художніх якостях твору. Сам письменник не вважав їх високими, натомість підкреслюючи соціальну гостроту висвітлених ним негараздів. Вже під час публікації роману з приводу деяких соціальних проблем, описаних у ньому, у французькому парламенті почалися дебати, а ряд меценатів почали підтримувати благонадійних бідняків, як до цього закликав Ежен Сю. Багато десятиліть поспіль роман користувався популярністю, витримавши численні перевидання. Він був перекладений усіма європейськими мовами.

## Сюжет

### Частина перша
Принц Родольф під виглядом пересічного ремісника у нетрях Парижа захищає шістнадцятирічну повію від побиття каторжником Поножовником. У таверні трійця знайомиться ближче і Родольф дізнається, що дівчина на ім'я Лілія-Марія (на прізвисько Співачка) — сирота, яку шестирічною віддали до лютої баби Сичихи. Лілія-Марія втекла від неї, потрапила до тюрми для сиріт, після виходу з якої опинилась у лабетах сутенерки. Поножовник, відсидівши 15 років за убивство в стані афекту, чесно заробляє на життя важкою працею. Родольф покидає таверну, до якої заходять Сичиха з коханцем — страхолюдним убивцею Грамотієм. Вони впізнають Співачку, але їх переривають загадкові Том і Сара, які шукають Родольфа.

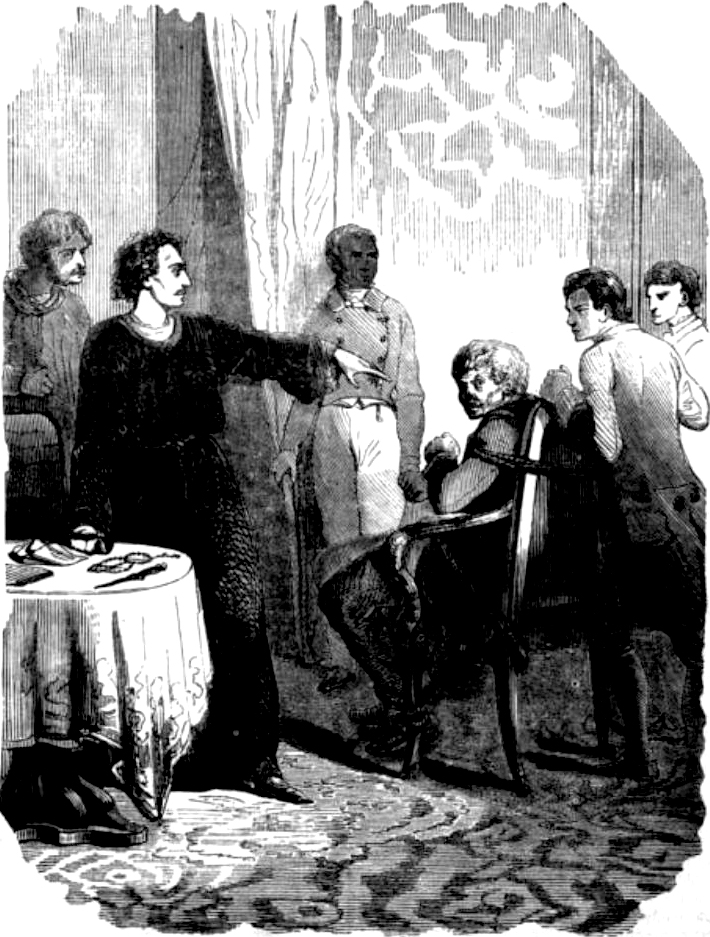
Родольф наказує осліпити Грамотія.

Наступного дня Родольф відвозить юну повію на ферму, де вона починає жити чесним життям. Благодійник шукає Франсуа Жермена — сина управительки ферми. Щоби відшукати сліди юнака, Родольф удавано змовляється з Сичихою і Грамотієм (останній і є батьком Жермена), але злочинці заманюють принца-благодійника в пастку. Звідти Родольфа рятує Поножовник, він також допомагає затримати Сичиху і Грамотія. Принц разом із лікарем-негром Давидом вдаються до гуманного покарання Грамотія: осліплюють його і дають гроші, аби той у каятті й достатку провів решту свого життя.

### Частина друга
У винагороду за порятунок життя Родольф дарує Поножовнику ферму в Алжирі. Той на деякий час від'їздить з Парижа. У пошуках нещасних Родольф-благодійник оселяється в будинку на вулиці Тампль, 17. Там він знаходить чимало потенційних підопічних, товаришує з подружжям конс'єржів Піпле і виявляє схованку свого ворога — абата Полідорі. Тут же викладено історію взаємин Сари, Тома і Родольфа. Сара за допомогою брата Тома плекала амбіційні наміри очолити німецьке князівство. Задля цього вона звабила юного принца, потай одружилась з ним за участі Полідорі, а згодом народила дівчинку. Коли батько Родольфа дізнався про це, він розлучив молоде подружжя. Сара мститься Родольфу, штовхаючи герцогиню д'Арвіль, якій принц симпатизує, в обійми недостойного коханця, вона також планує викрадення нової підопічної Родольфа Лілії-Марії.

### Частина третя
Грамотій полишає притулок і разом з Сичихою планує викрадення Співачки. Для цього він із поводирем-калікою проникає на ферму. Грамотій знайомиться з її мудрим соціальним устроєм, добробутом робітників і відчуває муки каяття. Втім, наступного дня він все ж таки здійснює задуманий злочин. Тим часом Родольф спонукає герцогиню д'Арвіль покаятися в подружній зраді і дізнається від неї при причини нелюбові до власного чоловіка: той страждає на епілепсію, він приховав діагноз, а потім ще й передав страшну хворобу в спадок донечці. Родольф закликає герцогиню замінити ненависть до чоловіка на захоплення благодійництвом. В цей час на мансарді будинку № 17 занепадає в злиднях сім'я Морелів. Голова родини задля прожитку змушений невпинно працювати, але судочинці вимагають погашення давнього боргу.

### Частина четверта
Борг Мореля гасить Родольф, який тимчасово оселився у будинку по вулиці Тампль під виглядом комівояжера. Разом із сусідкою по поверху Веселункою (подругою Співачки) він купує на ринку уживаних товарів меблі для сім'ї Морелів. В комоді він знаходить листа пані де Фермон, з якого випливає, що її позбавив спадщини нотаріус Жак Ферран. Цього ж дня Родольф виявляє ще дві жахливі жертви нотаріуса. Луїза, старша дочка Морелів, зґвалтована Ферраном, приховала свою вагітність від усіх, а народивши мертву дитину поховала її в садку Феррана. Луїзу заарештовують за дітовбивство, її батько божеволіє. До в'язниці потрапляє і Жермен, який працював у Феррана касиром. Нотаріус звинуватив хлопця у крадіжці.
Сара приходить до Феррана, якому багато років тому віддала власну дочку, народжену від Родольфа. Вона упевнена в смерті дівчинки, але хоче аби нотаріус підшукав їй якусь заміну, щоби фальшивою «дочкою» повернути принца. Насправді ж Ферран віддав дівчинку Сичисі, принцеса — це теперішня Співачка. Відтепер наляканий нотаріус хоче позбутися Лілії-Марії.

### Частина п'ята
Злодії тимчасово запроторили Співачку до тюрми Сен-Лазар. Там дівчина стає на захист вагітної ув'язненої і в такий спосіб знайомиться з лютою арештанткою Вовчицею. Попри моральну зіпсутість остання демонструє потяг до чесного життя. Лілія-Марія завойовує довіру і повагу Вовчиці, хоча та й опирається благородному впливові. Герцогиня д'Арвіль відвідує в'язницю заради арештованої Луїзи Морель і знайомиться зі Співачкою. Жак Ферран звертається до родини Марсіалів, за допомогою яких планує остаточно позбутися Лілії-Марії.

### Частина шоста

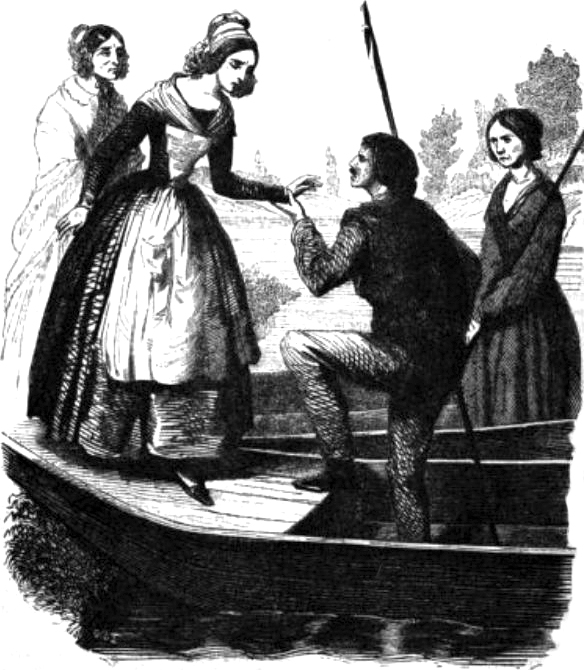
Ніколя Марсіаль із сестрою готуються потопити Лілію-Марію.

У родині Марсіалів розкол. Старший син (коханець Вовчиці) хоче взяти опіку над молодшими дітьми і вести чесне життя. Мати, старша дочка і середній син замуровують його у власній кімнаті. Вони ж топлять у річці Лілію-Марію, яку випустили з тюрми за сприяння нотаріуса. Пані де Фермон разом із дочкою на останні гроші мешкає у жалюгідних мебльованих кімнатах. В цей час герцог д'Арвіль кінчає життя самогубством, щоби не обтяжувати обмануту ним жінку своєю хворобою.

### Частина сьома
Випущена на волю Вовчиця, що прямувала до коханця, рятує як Співачку, так і старшого Марсіаля. Врятовану утопленицю лікують у домі графа де Сен-Ремі, який прибув до Парижа в пошуках пані де Фермон — удови його друга. Сичиха, яка все ще переконана, що Співачка знаходиться у в'язниці, розповідає про неї Сарі. Амбітна графиня розуміє, що знайшла справжню дочку, яку вважала загиблою. В цю ж мить Сичиха вражає її кинджалом і грабує. Лиха баба прямує до таверни, у підвалі якої мучить свого спільника-Грамотія. Знавіснілий сліпий вбиває Сичиху і потрапляє до божевільні.
Родольф придумав план покарання злодія-нотаріуса. Він вводить до будинку Феррана красуню Сесілі, однаково звабливу і небезпечну. Жак Ферран швидко втрачає глузд від кохання. Сесілі змушує Феррана передати їй компрометуючі документи і негайно тікає з оселі нотаріуса.

### Частина восьма

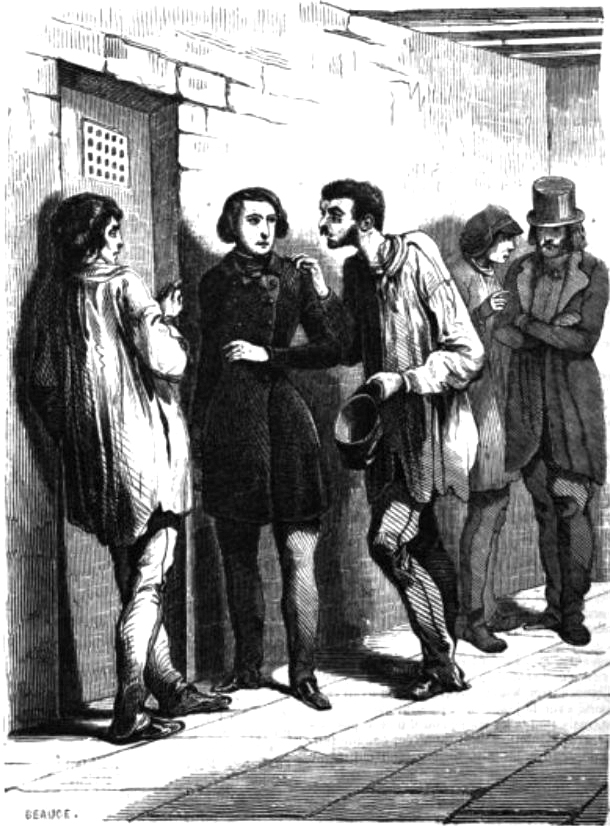
Арештанти готують убивство Жермена.

Під час відвідин Франсуа Жермена Веселунка зізнається у прихильності до юнака. Вони вирішують побратися негайно після виправдання нещасного касира. Але над його життям нависла загроза. В'язні вважають Жерена зрадником і під проводом старости на прізвисько Скелет планують убивство. В останню мить хлопця рятує один з ув'язнених. Ним виявляється Поножовник, який зімітував пограбування спеціально, щоби потрапити за ґрати і захистити невинного (організатор цієї «опіки» Родольф). Принц карає Жака Феррана у вишуканий спосіб: він змушує нотаріуса повернути гроші пані де Фермон, відшкодувати моральні збитки Луїзі Морель, відкликати позов проти Жермена і передати нечесно нажиті гроші на благодійну справу.

### Частина дев'ята
Сара, яка чудом вижила після замаху на життя, повідомляє Родольфу приголомшливу новину про те, що їхня дочка жива. Родольф, який на той час вже знав про утоплення Лілії-Марії, але не про її порятунок, у нестямі прямує до замовника вбивства Феррана. Однак нотаріус гине на очах у принца від «любовної лихоманки».
Граф де Сен-Ремі та герцогиня д'Арвіль знаходять у лікарні панну де Фермон (її мати вже померла в злиднях). Під час розмови про нечесного нотаріуса з'ясовується його участь у замаху на Лілію-Марію. Граф де Сен-Ремі повідомляє, що врятована утоплениця живе в його будинку. Герцогиня д'Арвіль сповіщає радісну звістку принцові — батько і дочка врешті зустрічаються. З вдячності принц узаконює формальний шлюб з Сарою, однак та помирає у нього на руках.
Старого Мореля випускають з божевільні Бісетр. В цьому ж закладі перебуває Грамотій, який імітує божевілля, аби уникнути покарання. Ще одні «пацієнти» закладу — приречені до страти мати й дочка Марсіаль.

### Частина десята й епілог
Старший Марсіаль відвідує мати й сестру перед стратою. На виході з в'язниці його знайомий Поножовник повідомляє друга про лихі передчуття. Родольф повертається до Німеччини з дочкою. Щоби не ганьбити принцесу Лілію-Марію колишніми непевними зв'язками Родольф просить Поножовника не слідувати за ним, але вірний своєму благодійникові колишній каторжанин проводжає принца біля застави. Тут карета принца потрапляє в руки лиходіїв, Поножовник захищає патрона і гине від ножового поранення.
Юний принц Генрих д'Еркаузен-Олденцааль розповідає другові про кохання до принцеси Амалії (це нове ім'я Лілії-Марії на прізвисько Співачка). Дівчина також закохалась у Генриха, але жоден з молодят не наважився освідчитись. Тим часом Родольф щасливо одружується із герцогинею д'Арвіль, з листа Веселунки благодійник дізнається про щасливу долю усіх, кому він допоміг. Випадково дізнавшись про кохання Генріха його батько просить руки Амалії в Родольфа. Однак дівчина мучиться від усвідомлення гріховного минулого і йде до монастиря. У день постриження її обирають абатисою, однак знесилена переживаннями і принесеною жертвою Лілія-Марія помирає.

## Персонажі
|                                   | |  |
| Родольф                           | Принц німецького князівства Герольштейн. Замолоду був одружений із шотландкою Сарою, у другому шлюбі з герцогинею д'Арвіль. Батько Лілії-Марії. Займається благодійністю, видачи себе за простолюдина. Атлетично складений, чудовий боксер.                                                                                                  |  |
| Лілія-Марія (Співачка)            | Дочка Родольфа, яку мати віддала на утримання чужим людям. До 16 років вважала себе сиротою, короткий час працювала повією. Вирізняється ангельською красою (блакитноока білявка), скромністю, вродженими чеснотами, співчутливістю до чужого горя. Через каяття і сором пішла покутувати до монастиря.                                      |  |
| Поножовник                        | Сирота, який виріс на вулиці й отримав фах м'ясника. Через запальну вдачу скоїв убивство, відбув 15 років на каторзі, розпочав чесне життя. Уражений бійцівською вправністю Родольфа, виявляє до нього собачу відданість. Гине, захищаючи господаря. Приязно ставиться до Співачки та підопічних Родольфа.                                   |  |
| Франсуа Жермен                    | Син управительки ферми пані Жорж і злодія Грамотія. Останній викрав хлопця і виховав у злодійському середовищі, але Жермен відмовився співпрацювати зі злочинцями. Крадіями сприймається як зрадник. Закоханий у Веселунку, співчуває Луїзі Морель.                                                                                          |  |
| Веселунка                         | Подруга Лілії-Марії, сирота, що працює швачкою. Дуже весела, співуча але поміркована, розважлива і ощадна. Завдяки невтомному труду й економії має заощадження, які витрачає на допомогу Морелям. Закохана у Жермена і двох ручних канарок.                                                                                                  |  |
| Грамотій                          | Збіглий убивця-каторжанин, рецидивіст. Промишляє грабунком, викраденням людей, співмешкає зі старою Сичихою. Має огидну зовнішність (щоби сховатися від поліції, умив обличчя сірчаною кислотою), вирізняється надзвичайною силою. За замах на життя був осліплений Родольфом, після чого зазнав знущань з боку Сичихи і поводиря Шкутильги. |  |
| Сичиха                            | Огидна одноока стара баба. Взявши на виховання Лілію-Марію знущалася над нею, згодом мріяла помститися збіглій юнці, а за неможливістю зробити це, виміщала злобу на сліпому коханцеві Грамотії. Загинула від його руки. |  |
| Жак Ферран                        | Лицемірний нотаріус, що обманом і замаскованим насиллям видурює гроші у беззахисних клієнтів. На його совісті декілька убивств і нице зґвалтування Луїзи Морель. Через підступ Родольфа став жертвою шаленої пристрасті до служниці Сесілі. Після її втечі захворів на «любовну лихоманку» (психоз) і помер у муках.                         |  |
| Червонорукий                      | Підступний контрабандист і власник таверни. Батько підлітка Шкутильги. Грає в дві руки на злочинців й поліцейських, інформуючи то тих, то інших про плани протилежної сторони. Зрадив Марсіалів, вийшовши сухим із води. |  |
| Шкутильга                         | Син Червонорукого. Підліток-каліка, ласий до похвали, але хитрий, підступний і зрадливий. Знущається над усіма, хто не здатен відповісти, краде і доносить. Як і батько, завжди виходить сухим із води. |  |
| Вальтер Мерф                      | У дитинстві наставник принца Родольфа, а в дорослому віці — його найближчий і найвідданіший друг. Англійський есквайр, особистий охоронець принца. |  |
| Вовчиця                           | Арештантка шаленої вдачі. Спочатку ставилась войовниче до інших, але під впливом Лілії-Марії пом'якшала і захотіла жити чесно. Коханка старшого з братів Марсіалів, врятувала життя йому і Співачці. |  |
| Сесілі                            | Колишня дружина доктора Давида, креолка надзвичайної вроди і сексуального магнетизму. Через розпусну поведінку засуджена, але звільнена Родольфом для того, щоби покарати Жака Феррана. |  |
| Морель                            | Гранильник алмазів, голова багатодітної родини. Щоби прогодувати сім'ю і відробити борг змушений працювати ледь не цілодобово, через що став кривим. |  |
| Абат Полідорі (він же Брадаманті) | Абат, який заради власних амбітних планів влаштував недійсний шлюб Родольфа із Сарою. Аферист, медик, знавець отрут, убивця. Друг Жака Феррана. |  |
| Пані Піпле                        | Конс'єржка, дурної, наївної та по-доброму войовничої вдачі. Найбільше береже власну честь, на яку ніхто не зазіхає. Вважає Родольфа найкращим жильцем будинку і всіляко йому сприяє. Також співчуває і допомагає Морелям. Одружена із паном Піпле, якого захищає від усіх негараздів.                                                        |  |
| Пан Піпле                         | Конс'єрж будинку № 17 і за сумісництвом чоботар. Не годний ані латати чоботи ані робити що інше. Переслідуваний колишнім мешканцем будинку художником і веселуном Кабріоном, якого вважає прокляттям свого життя. На витівки Кабріона реагує болісно, у стані переляку завжди заклякає. Затятий захисник честі дружини.                      |  |

## Аналіз твору
За розміром «Паризькі таємниці» належать до числа найбільших літературних творів XIX сторіччя. Це пояснюється величезною популярністю роману, заради якої видавці бажали подовжити сюжет і включити до нього якнайбільше загадок. Оскільки роман публікували задовго до завершення (фактично майже паралельно з написанням), то кожна його глава являла собою окрему історію з можливістю продовження. Задля зручності видавця окремі томи роману мали сталий розмір. Таке розбиття тексту на частини певного об'єму створювало незручності для письменника. Крім того, зв'язок між главами мав бути інтригуючим, щоби читачі схотіли купити наступний номер журналу. Через це Ежен Сю спочатку завершував кожну главу несподіваним поворотом сюжету або появою нового персонажа. На другий рік напруженої роботи він втомився і прикінцеві глави вже оформлював інакше: деякі з них є розлогими міркуваннями автора на теми моралі та юриспруденції.
Сюжетна основа «Паризьких таємниць» доволі складна. Практично усі основні сюжетні лінії пов'язані одна з одною через другорядних персонажів. Через це послідовність викладу подій часто переривається, автор змушений згадувати про факти, які передували тим, про які він щойно розповідав. До того ж роман містить велику кількість дрібних сюжетних відгалужень, більшість з яких не мають продовження. До таких належать життєві історії доктора Давида, арештантки Мон-Сен-Жан, оповідача Гобера, принца Генріха, пані Фермен та її дочки, герцогині д'Арвіль, її мачухи та її чоловіка, віконта де Сен-Ремі. Через велику кількість персонажів, що перебувають один з одним в тих чи інших відносинах, Ежен Сю часто був змушений несподівано виводити їх зі сцени або, навпаки, вводити в сюжет. Яскравим прикладом такого прийому є Поножовник, який грає ключову роль у початкових главах, потім зовсім зникає з поля зору автора, щоби наприкінці знов з'явитися і сполучити дії інших персонажів. Через таке вимушене включення-виключення герої твору подекуди виглядають неприродно. Наприклад, Грамотій декілька разів кається, а потім навесніє від злоби; Сичиха то допомагає йому, а то запроторює коханця до темниці; злодії то прискіпуються до найменших підозр, а то довіряють своїм жертвам на слово аж до того, що переховують їх від влади у тюрмі.
Разом з тим, не можна сказати, що письменник зовсім цурається дійсності. Ще на початку роботи для того, аби краще зрозуміти й описати злочинний світ Парижа, автор особисто відвідав декілька злодійських таверн-вертепів. До того ж біографії деяких героїв Ежен Сю списав з реальних. Так, морганатичний шлюб принца і герцогині д'Арвіль списаний з принцеси Курляндської, уродженої де Медем, випадок посвячення в абатиси щойно постриженої 18-річної черниці взятий із життєпису принцеси Шарлотти Фландрської фон Нассау, а прототипом для арештанта Скелета став в'язень Дюпре, який мав надзвичайно худу статуру і розважав публіку різноманітними фокусами. Крім того, описи лікарень, ломбардів, божевілень, злиденних мансард ремісників узяті Еженом Сю з праць тогочасних криміналістів, статистів, лікарів, серед яких був і його батько.
Через великий обсяг твору, його складну структуру і численні авторські відступи роман «Паризькі таємниці» можна віднести одночасно до кількох літературних стилів. Перше за все, це пригодницький роман, оскільки у творі описані авантюрні вилазки принца в паризькі нетрі, де його на кожному кроці очікують відкриття і небезпеки. По-друге, це детективні елементи сюжету, оскільки головні дійові особи ховають або розгадують таємниці різного ґатунку: тут і несподівані зникнення, і зміна імен, і кримінальні злочини, і загадкові хвороби, і ганебне минуле. По-третє, в «Паризьких таємницях» виразно прослідковуються елементи романтизму. Це дещо прямолінійні та наївні портрети дійових осіб, де погані герої завжди непривабливі, а позитивні персонажі здебільшого гарні та розумні. Головна героїня Лілія-Марія попри дитинство, проведене на дні соціуму за кілька місяців опановує грамоту на високому рівні, а за півтора роки усі таємниці придворного етикету. Герцог д'Арвіль, що стоїть на перешкоді коханню Родольфа і Клеманс д'Арвіль, кінчає життя самогубством у зручний момент. Патологічно жадібний Жак Ферран втрачає будь-яку пильність за кілька днів знайомства з Сесілі та сам вручає їй докладний опис усіх своїх злочинів.
Водночас Ежен Сю вклав у роман «Паризькі таємниці» й інший змістовний шар. Це історичне тло, яке він описав без художніх викривлень, що надало його роману гостросоціального характеру. Письменник описує паризькі нетрі без прикрас, точно передаючи огидне арго кварталу Сіте, сексуальну розбещеність плебсу, жорстокість злодіїв. Автор не тільки знайомить читача з цими явищами, але й активно висловлює власні погляди. Він аналізує поведінку дійових осіб твору як психолог, співставляючи умови, в яких формувалась особистість, можливість вільного вибору та ступінь вини. Ежен Сю твердо наполягає на розрізненні рецидивних злочинів, скоєних свідомо зі злої волі, та злочинів, скоєних через примус, неусвідомлення гріховності поведінки, загрозу смерті. Уособленням невиправних рецидивистів є Грамотій, Сичиха, половина родини Марсіалів, Скелет. Нещасні жертви поганого середовища Співачка, Поножовник, Луїза Морель, Жермен, Гобер. Ежен Сю вступає в діалог з читачами, пропонуючи їм власні рецепти лікування страшних соціальних хвороб.
Серед гуманістичних ідей, поданих Еженом Сю на сторінках роману, є наступні:
- заохочення чеснот суспільством — Ежен Сю підкреслює, що за злочини соціум карає, але не винагороджує тих, хто з останніх сил опирається спокусам. На думку письменника суспільство має підтримувати чесних трударів через безвідсоткові позики та ломбарди, спеціальні ферми-колонії, а також через приватну ініціативу благодійників, яким слід звернути увагу на бідних робочих, які на свій заробіток можуть дозволити собі менше вигод, ніж арештант, якого утримує держава;
- заборона проституції — автор наголошує, що діяльність повій контролюється поліцією нравів, тобто гріх підіймають до рівня професії. Це дає підставу поганим батькам заохочувати або й просто примушувати дівчат до надання сексуальних послуг заради грошей;
- здешевлення юридичних послуг — на прикладі родини Жанни Дюпуа письменник показує неможливість розлучення для бідняків, нездатних сплатити високу ціну оформлення документів. Він також показує, що неможливість розлучень часто є прямим шляхом до сексуального рабства (як у випадку Жанни) або самогубства (випадок з герцогом д'Арвілем);
- встановлення однакової кари за кримінальні злочини (грабунок, крадіжка зі зломом) й адміністративні правопорушення (зловживання довірою, розтрата чужих грошей судовим виконавцем) — Ежен Сю обурюється зовнішньою оцінкою вини, яка бере до уваги лише обставини скоєння злочину і не враховує причин, які до нього призвели. Внаслідок цього крадіжка сотні франків тягне за собою 15—20 років каторги, а розтрата кількох мільйонів — штраф у 25 франків (реальний випадок, узятий письменником зі судової звітності);
- реабілітація каторжан — письменник наголошує, що часто звільнені не мають змоги влаштуватись на роботу за місцем проживання через упередженість роботодавців, а це штовхає колишніх колишніх в'язнів на нові злочини. Ежен Сю пропонував підтримку цих людей через невеликі позики і ферми-колонії, які можуть дати їм роботу. Пізніше ця ідея буде реалізована видатним педагогом Антоном Макаренко;
- утримання арештантів в одиночних камерах та осліплення довічно засуджених — щодо першої частини пропозиції, то вона базується на досвіді криміналістів, які свідчать, що утримання в'язнів у загальних приміщеннях призводить до швидкого обміну кримінальним досвідом, внаслідок чого злочинна «кваліфікація» звільненого тільки зростає. Однак, наголошує Ежен Сю, одиночне утримання настільки лякає довічно засуджених, що вони ладні скоїти будь-яке вбивство, аби лишень потрапити на ешафот. Щоби не наражати на небезпеку арештантів і тюремний персонал, він пропонує гуманний спосіб знешкодження рецидивіста через позбавлення того зору (в романі ця ідея реалізована Родольфом стосовно Грамотія);
- введення нових стандартів медичної етики — в особі героя роману доктора Гриффона, обдарованого, але нечуйного фахівця, Ежен Сю малює жахливу і цілком реалістичну картину фізичних і душевних страждань, через які проходять пацієнти клінік для бідних. На цих людях ставлять найсміливіші досліди, аргументуючи це науковим поступом і медичною необхідністю, крім того, пацієнтів постійно турбують невпинними студентськими допитами (до 50 на день), жінок бентежать безсоромними публічними оглядами. Ежен Сю наводить приклад делікатного доктора Гербена, який м'яким відношенням до довірених його наглядові божевільних лікує найтяжчі хвороби. Згодом висловлені письменником ідеї втіляться у науці деонтології.

## Критика
Яскрава мова, оригінальний сюжет, а також нагальність піднятих у творі соціальних проблем принесли «Паризьким таємницям» миттєву і гучну славу. Лише завдяки публікаціям цього роману журнал «Journal des débats» зайняв провідне місце серед літературних часописів Франції. Сам письменник на сторінках роману зазначав, що він сколихнув суспільну свідомість, підказав деяким благодійникам нові форми доброчинства, тобто вже під час публікації «Паризьких таємниць» у автора з'явились ідейні послідовники. Деякі з порушених Еженом Сю питань обговорювали на рівні французького парламенту, а сам він у 1848 році, тобто через п'ять років після написання роману, буде обраний депутатом національного зібрання. Карл Маркс проаналізував соціальні ідеї роману в книзі «Свята родина». На той час комуністичний погляд на робітничий клас, як на носія наївної природної благочесності, був вельми поширений у колах європейських мислителів.
Однак вплив «Паризьких таємниць» не обмежився суто політичним середовищем. Культурну революцію роман здійснив у літературних колах. По-перше, це був перший справді великий та якісний роман-фейлетон, який відкрив для письменників можливості поетапної «серіальної» творчості. В Ежена Сю негайно з'явились послідовники, найвідомішими з яких були Оноре де Бальзак і Александр Дюма (батько). Бальзак написав роман «Розкоші і злидні куртизанок», в якому вивів схожого на Феррана негідника Жака Коллена. Дюма написав один з найбільших своїх романів «Граф Монте-Крісто», в якому удався до винайденого Сю образу благородного багатого месника. Чарлз Дікенс особисто познайомився з Еженом Сю і використав деякі з його творчих інструментів у своєму пригодницькому романі «Великі сподівання». Ще одним «учнем» Ежена Сю став Віктор Гюго, який створив осяжний роман «Знедолені», в якому фігурував схожий на Поножовника благородний каторжанин. Перебуваючи під враженням від «Паризьких таємниць», Понсон дю Террай написав роман «Пригоди Рокамболя». Крім них творчість автора аналізували Віссаріон Бєлінський, Едгар По, Федір Достоєвський. Італійський письменник Умберто Еко зазначав, що загалом було створено 40 наслідувань «Паризьким таємницям», серед них найбільш відомі такі:
- «Лондонські таємниці» (Поль Феваль)
- «Ліссабонські таємниці» (Камілу Каштелу-Бранку)
- «Марсельські таємниці» (Еміль Золя)
- «Петербурзькі нетрі» (Всеволод Крестовський)
- «Нові паризькі таємниці» (Лео Мале)
- «Ліонські таємниці» (Жан де ла Ір)
- «Неаполітанські таємниці» (Франческо Мастріані)
- «Флорентійські таємниці» (Карло Коллоді)
- «Берлінські таємниці» (Август Брасс)
- «Гамбурзькі таємниці» (Й. В. Кристерн)
- «Амстердамські таємниці» (Л. ван Ейкенгорст)
- «Брюссельські таємниці» (Суо де Варенн)
- «Таємниці Будапешта» (Йозеф Кіш)
- «Таємниці і біди Нью-Йорка» (Нед Бантлайн)
- «Місто квакерів: таємниці Філадельфії» (Джордж Ліппард).

## Екранізації
Роман екранізували вісім разів:
- «Паризькі таємниці» (Mysteries of Paris, 1912)[8];
- «Паризькі таємниці» (The Mysteries of Paris, 1920)[9];
- «Паризькі таємниці» (Mysteries of Paris, 1922)[10];
- «Паризькі таємниці» (Mysteries of Paris, 1935)[11];
- «Паризькі таємниці» (Les mystères de Paris, 1943)[12];
- «Паризькі таємниці» (1957);
- «Паризькі таємниці» (Mysteries of Paris, 1962)[13];
- «Les Mystères de Paris: 'Out 1' de Jacques Rivette revisité» (2015)[14].

Найбільш близькою до оригінального сюжету визнано стрічку 1943 року режисера Жака де Баронселлі. Однак комерційно найбільш успішним був фільм 1962 року режисера Андре Юнебеля з Жаном Маре в головній ролі. Успіх цієї стрічки обумовлений тим, що Андре Юнебель пом'якшив соціальну критику роману, надавши сюжетові бульварного характеру.

## Український переклад
Роман Ежена Сю «Паризькі таємниці» (Les Mystères de Paris) було перекладено українською мовою у 1930-х роках. Переклад здійснив Іван Рильський, брат поета Максима Рильського. Цей переклад вийшов друком у 1936 році у видавництві «Література і мистецтво» в Києві.
- Сю Ежен. Паризькі таємниці : роман у 2 т. / пер. з фр. Іван Рильський. — Київ : Література і мистецтво, 1936. — Т. 1–2.